# Torneio de xadrez de Viena de 1898

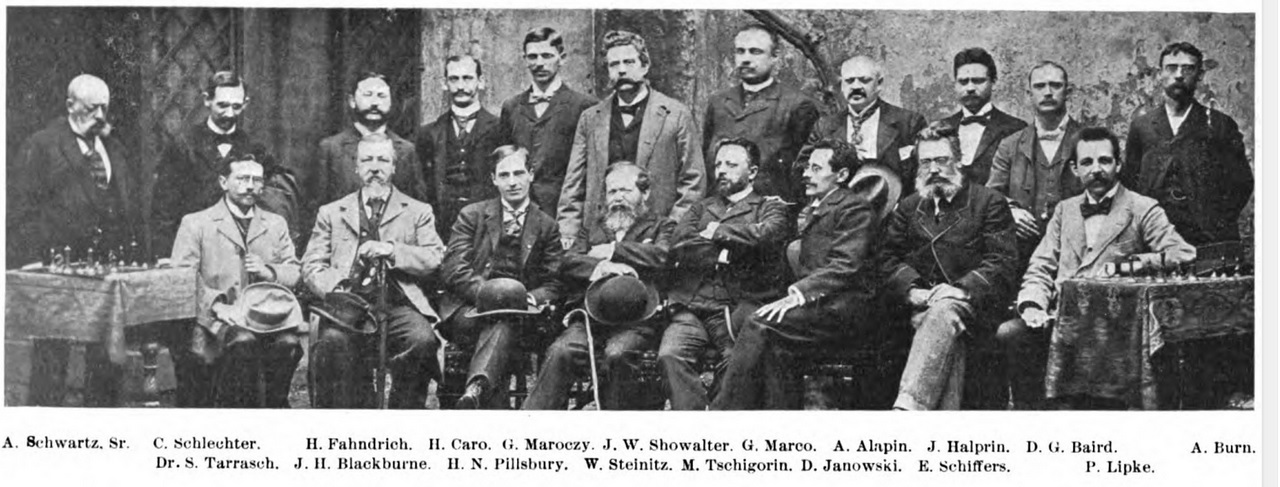
Jogadores do Torneio de Viena de 1898

O Torneio de xadrez de Vienna de 1898 foi uma competição internacional de xadrez que celebrou o reinado de 50 anos do Kaiser Francisco José I da Áustria. O evento foi disputado na cidade de Viena entre 1º de junho e 25 de julho, no sistema todos-contra-todos. Siegbert Tarrasch venceu a competição após um playoff de desempate com Harry Pillsbury que ficou em segundo lugar. Dawid Janowski ficou em terceiro lugar.

## Tabela de resultados
| #  | Jogador                   | 1  | 2  | 3  | 4  | 5  | 6  | 7  | 8  | 9  | 0  | 1  | 2  | 3  | 4  | 5  | 6  | 7  | 8  | 9  | Total |
| -- | ------------------------- | -- | -- | -- | -- | -- | -- | -- | -- | -- | -- | -- | -- | -- | -- | -- | -- | -- | -- | -- | ----- |
| 1  | Siegbert Tarrasch         | XX | 01 | 10 | 1½ | 1½ | 1½ | ½1 | ½½ | ½1 | ½1 | ½½ | 11 | 11 | 11 | 1½ | 1½ | 11 | 11 | 1½ | 27½   |
| 2  | Harry Pillsbury           | 10 | XX | 10 | ½1 | 1½ | 10 | ½0 | 1½ | 01 | ½1 | 11 | 11 | 1½ | ½1 | 11 | 11 | 11 | 11 | 11 | 27½   |
| 3  | David Janowski            | 01 | 01 | XX | 11 | 1½ | 11 | 1½ | 00 | ½½ | 11 | ½0 | 11 | 1½ | 11 | 11 | 00 | ½1 | 11 | 11 | 25½   |
| 4  | Wilhelm Steinitz          | 0½ | 0½ | 00 | XX | ½1 | 10 | ½½ | 11 | 1½ | ½1 | ½½ | 01 | 11 | 11 | 01 | 1½ | 1½ | 11 | 11 | 23½   |
| 5  | Carl Schlechter           | 0½ | 0½ | 0½ | ½0 | XX | ½½ | 11 | ½½ | ½½ | ½1 | 0½ | 1½ | ½1 | 1½ | 11 | 0½ | ½1 | 11 | 11 | 21½   |
| 6  | Mikhail Chigorin          | 0½ | 10 | 00 | 01 | ½½ | XX | 10 | 01 | 1½ | 1½ | ½0 | 10 | 01 | 11 | 10 | 11 | 10 | 01 | 11 | 20    |
| 7  | Amos Burn                 | ½0 | ½1 | 0½ | ½½ | 00 | 01 | XX | 1½ | 0½ | ½½ | ½½ | ½0 | ½0 | 11 | 01 | 11 | 1½ | 11 | 11 | 20    |
| 8  | Paul Lipke                | ½½ | 0½ | 11 | 00 | ½½ | 10 | 0½ | XX | ½½ | ½½ | ½0 | 1½ | 11 | 1½ | 0½ | ½1 | ½½ | 11 | ½½ | 19½   |
| 9  | Géza Maróczy              | ½0 | 10 | ½½ | 0½ | ½½ | 0½ | 1½ | ½½ | XX | ½½ | 1½ | 11 | ½½ | 01 | 0½ | 01 | 1½ | ½½ | 11 | 19½   |
| 10 | Semyon Alapin             | ½0 | ½0 | 00 | ½0 | ½0 | ½0 | ½½ | ½½ | ½½ | XX | ½1 | 1½ | 11 | 00 | 10 | 11 | ½1 | 10 | 11 | 18    |
| 11 | Joseph Henry Blackburne   | ½½ | 00 | ½1 | ½½ | 1½ | ½1 | ½½ | ½1 | 0½ | ½0 | XX | ½½ | ½0 | 0½ | ½0 | ½½ | 00 | 11 | ½1 | 17    |
| 12 | Emmanuel Schiffers        | 00 | 00 | 00 | 10 | 0½ | 01 | ½1 | 0½ | 00 | 0½ | ½½ | XX | 0½ | 1½ | 11 | ½1 | ½1 | 11 | ½1 | 17    |
| 13 | Georg Marco               | 00 | 0½ | 0½ | 00 | ½0 | 10 | ½1 | 00 | ½½ | 00 | ½1 | 10 | XX | 11 | ½1 | 1½ | ½1 | ½1 | 10 | 16½   |
| 14 | Jackson Showalter         | 00 | ½0 | 00 | 00 | 0½ | 00 | 00 | 0½ | 10 | 11 | 1½ | 01 | 00 | XX | ½1 | 11 | 11 | 01 | 10 | 15    |
| 15 | Carl August Walbrodt      | 0½ | 00 | 00 | 10 | 00 | 01 | 10 | 1½ | 1½ | 01 | ½1 | 00 | ½0 | ½0 | XX | 00 | 11 | ½0 | 11 | 14½   |
| 16 | Alexander Halprin         | 0½ | 00 | 11 | 0½ | 1½ | 00 | 00 | ½0 | 10 | 00 | ½½ | ½0 | 0½ | 00 | 11 | XX | ½½ | 1½ | ½1 | 14    |
| 17 | Horatio Caro              | 00 | 00 | ½0 | 0½ | ½0 | 01 | 0½ | ½½ | 0½ | ½0 | 11 | ½0 | ½0 | 00 | 00 | ½½ | XX | 11 | ½1 | 12½   |
| 18 | David Graham Baird        | 00 | 00 | 00 | 00 | 00 | 10 | 00 | 00 | ½½ | 01 | 00 | 00 | ½0 | 10 | ½1 | 0½ | 00 | XX | ½1 | 8     |
| 19 | Herbert William Trenchard | 0½ | 00 | 00 | 00 | 00 | 00 | 00 | ½½ | 00 | 00 | ½0 | ½0 | 01 | 00 | 00 | ½0 | ½0 | ½0 | XX | 5     |